# Alan Boss
Alan P. Boss, né le 20 juillet 1951 à Lakewood dans l'Ohio, est un astrophysicien et planétologue américain,.

## Vie et carrière
Formé à l'université du Sud de la Floride et à l'Université de Californie à Santa Barbara, Alan Boss est un scientifique spécialisé dans la formation des systèmes stellaires et planétaires ainsi que dans l'étude des exoplanètes, notamment dans l'étude des planètes géantes gazeuses et de la formation des systèmes d'étoiles binaires. Il est actuellement membre du personnel de la Carnegie Institution for Science dans le département du magnétisme terrestre. 
Boss est sélectionné pour rejoindre le groupe de travail scientifique de la NASA pour la mission Kepler et le comité de préparation indépendant externe de la NASA pour le programme d'exploration des exoplanètes, tous deux chargés de la détection et de la caractérisation des planètes habitables proches de la Terre. Boss est membre de nombreuses académies et sociétés scientifiques et préside régulièrement des groupes de travail dans son domaine.

## Réalisations
Boss reçoit un NASA Group Achievement Award (en) en 2008 pour son rôle dans la Astrobiology Roadmap.

## Publications
- (en) Vincent Mannings, Alan Boss et Sara S. Russell, Protostars and planets IV, University of Arizona Press, 2000 (ISBN 0-8165-2059-3 et 978-0-8165-2059-6, OCLC 43185823)
- (en) Alan Boss, Looking for Earths: The Race to Find New Solar Systems, New York, John Wiley & Sons, 1998 (ISBN 978-0-471-18421-8, lire en ligne)
- (en) Alan Boss, The Crowded Universe: The Search for Living Planets, Basic Books, 2009 (ISBN 978-0-465-00936-7)